# Babice (district de Prague-Est)
Pour les articles homonymes, voir Babice.
Babice (en allemand : Babitz) est une commune du district de Prague-Est, dans la région de Bohême centrale, en République tchèque. Sa population s'élevait à 1 455 habitants en 2024.

## Géographie
Babice se trouve à 5 km au nord-est de Říčany et à 22 km à l'est-sud-est du centre de Prague.
La commune est limitée par Škvorec et Doubek au nord, par Mukařov à l'est, par Tehovec au sud, et par Říčany et Březí à l'ouest.

## Histoire
La première mention écrite de la localité date de 1381.